# Hittin
Hittin (arab. حطّين) – nieistniejąca już arabska wieś, która była położona w Dystrykcie Tyberiady w Mandacie Palestyny. Wieś została wyludniona i zniszczona podczas I wojny izraelsko-arabskiej, po ataku Sił Obronnych Izraela 17 lipca 1948.

## Położenie
Hittin leżała w Dolnej Galilei, w odległości ok. 6 km na północny zachód od miasta Tyberiada. Według danych z 1945 do wsi należały ziemie o powierzchni 22 764 ha. We wsi mieszkało wówczas 1190 osób.
| własność gruntów | powierzchnia gruntów (hektary) |
| ---------------- | ------------------------------ |
| Arabowie         | 22 086                         |
| Żydzi            | 147                            |
| publiczne        | 531                            |
| Razem            | 22 764                         |

| Rodzaj użytkowanych gruntów | Arabowie (hektary) | Żydzi (hektary) |
| --------------------------- | ------------------ | --------------- |
| uprawy oliwek               | 200                | 0               |
| uprawy nawadniane           | 1 936              | 28              |
| uprawy zbóż                 | 10 439             | 23              |
| nieużytki                   | 10 172             | 96              |
| zabudowane                  | 70                 | 0               |

## Historia

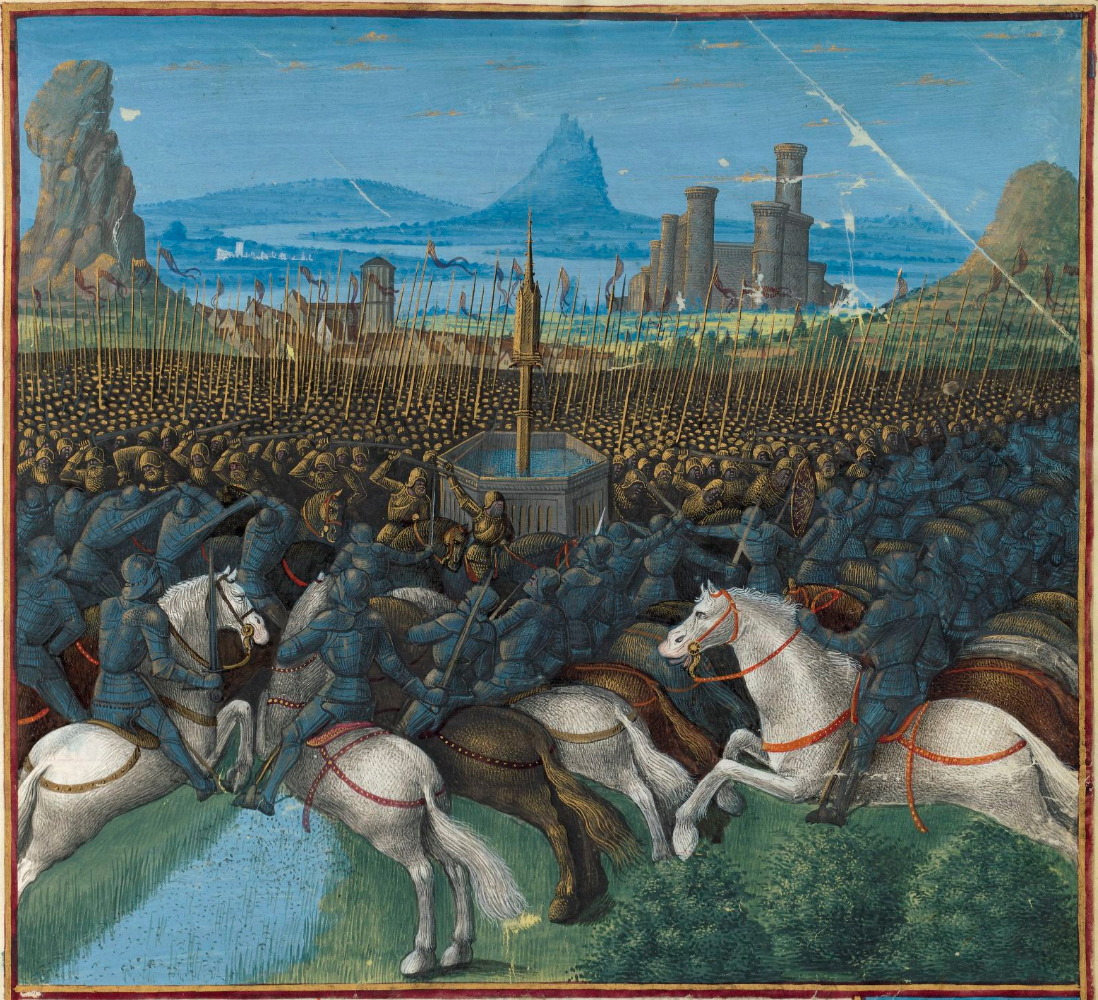
Bitwa pod Hittin, 1187

Miejsce to jest uznawane za lokalizację starożytnego miasta kananejskiego Siddim lub Ziddim, które następnie Żydzi nazwali Kefar Hattin. W czasach panowania rzymskiego było nazywane Kfar Hittaja.
W 1187 w pobliżu wioski doszło do bitwy pod Hittin, w której muzułmańskie siły Saladyna pokonały wojska krzyżowców. W 1596 Hittin była niewielką wsią, której mieszkańcy płacili podatki z upraw pszenicy, jęczmienia, oliwek, oraz hodowli kóz i uli. Na początku XX wieku mieszkańcy wsi odsprzedali część gruntów żydowskim fundacjom syjonistycznym. Dzięki temu w 1908 powstał sąsiedni moszaw Micpa
W okresie panowania Brytyjczyków Hittin była średniej wielkości wsią. We wsi znajdował się jeden meczet oraz szkoła podstawowa dla chłopców.
Już w latach 20. XX wieku w rejonie wioski nastąpiła eskalacja konfliktu żydowsko-arabskiego. W 1925 w pobliżu wioski powstał moszaw Kefar Chittim. Podczas arabskich rozruchów w 1929 moszaw był celem napaści, a gdy w 1933 z powodów ekonomicznych został opuszczony, Arabowie doszczętnie zniszczyli jego pozostałości (został on odbudowany jako osiedle obronne w grudniu 1936). Podczas wojny domowej w Mandacie Palestyny we wsi stacjonowały siły Arabskiej Armii Wyzwoleńczej, które paraliżowały żydowską komunikację w całym rejonie. Na początku I wojny izraelsko-arabskiej starszyzna wioski usiłowała zawrzeć porozumienie o nieagresji z sąsiednim moszawem Kefar Chittim. W rejonie wioski toczyły się walki podczas bitew w moszaw Ilanijję. W trakcie operacji Dekel w dniu 17 lipca 1948 wieś Hittin zajęły siły izraelskie. Wysiedlono wówczas jej mieszkańców, a większość domów wyburzono.

## Miejsce obecnie
Tereny uprawne wioski Hittin zajął utworzony w 1949 moszaw Arbel i w 1950 moszaw Kefar Zetim.
Palestyński historyk Walid Chalidi tak opisał pozostałości wioski Hittin: „W terenie znajdują się rozrzucone zwały kamieni porośnięte trawą. Płytki strumień jest zarośnięty roślinami. Meczet jest opuszczony, a jego minaret nienaruszony, jednak jego łuki kruszą się. Wokół rosną kaktusy, drzewa figowe i eukaliptusowe. Okoliczne równinne tereny są uprawiane lub wykorzystywane jako pastwiska. Na zboczu wzgórza stoi święte miejsce Druzów, sanktuarium al-Nabi Shu’ajb”.